# Kim Hye-na
Kim Hye-na (김혜나?; 25 ottobre 1980) è un'attrice sudcoreana.
Debutta nel 2001 in Flower Island, con Seo Ju-hie, diretto da Song Il-gon. Poco dopo, nel 2003 diviene più conosciuta grazie all'horror Into the Mirror di Kim Sung-ho. L'anno successivo, 2004, prende parte a Someone Special. Nel 2005 torna a recitare in un horror con Redeye e nello stesso anno recita nel malinconico Don't Look Back, acclamato internazionalmente. 
Presasi una pausa di un anno, nel 2007 recita in HERs. Nel 2015 interpreta Ok in Hanyeodeul.